# Aeropuerto San Pablo de Sevilla
Luchthaven San Pablo (Spaans: Aeropuerto San Pablo de Sevilla) is een internationale luchthaven in Spanje. Het is het tweede vliegveld van Andalusië (na Málaga) en het belangrijkste vliegveld van Sevilla. Het ligt 9 kilometer ten oosten van Sevilla. In 2017 verwerkt Sevilla meer dan 5 miljoen passagiers en 10.000 ton vracht. Het heeft een enkele terminal en een enkele startbaan. De luchthaven wordt beheerd door het Spaanse staatsbedrijf AENA. De luchthaven is een belangrijke hub voor Vueling Airlines en Ryanair.
De bouw van de luchthaven begon in 1915 en was klaar in 1919, wanneer de eerste commerciële vluchten begonnen. Aan het begin van de Spaanse Burgeroorlog was het de aankomstplaats van Spaanse troepen. Tijdens de jaren 1940 was de luchthaven een goede post voor internationaal verkeer, met name naar Zuid-Afrika.
Op de terreinen van de luchthaven bevindt zich een vliegtuigfabriek van Airbus Military met meer dan 2.000 werknemers. Het is de constructiesite van onder meer de A400M en wordt aangeduid als San Pablo Sur. Eveneens op de luchthaven een Airbus maintenance center (San Pablo Norte) en een Ryanair maintenance center.
De luchthaven ligt bij de A4 (ook bekend als E05) die Sevilla met Madrid verbindt. De andere wegen vanaf het vliegveld en de stad gaan naar Jerez, Málaga, Cádiz, Huelva en naar Portugal. Ook rijden er om het half uur bussen naar het centrum van Sevilla, die stoppen bij station Santa Justa waar de treinen om de 40 minuten rijden, en verder naar de halte bij Puerta de Jerez. De bussen rijden van 05.15 tot 00.15 uur.

## Incidenten en ongevallen
- Op 9 mei 2015 crashte een Airbus A400M na het opstijgen vanaf de luchthaven. Vier van de zes inzittenden kwamen hierbij om.